# Gösta Sandberg
Gösta Sandberg (ur. 6 sierpnia 1932 w Knivście, zm. 27 kwietnia 2006 w Sztokholmie) – piłkarz szwedzki, brązowy medalista olimpijski, reprezentant Szwecji także w hokeju i bandy.

## Kariera
Znany pod przydomkiem Knivsta (od miejsca pochodzenia), w latach 1951–1961 wystąpił w 52 meczach reprezentacji Szwecji, na igrzyskach olimpijskich w Helsinkach w 1952 zdobywając brązowy medal. W 1956 został laureatem nagrody Guldbollen ("Złota Piłka"), przyznawanej przez pismo "Aftonbladet" i Szwedzki Związek Piłki Nożnej. Występował w klubie Djurgårdens IF, wraz z którym zdobył cztery tytuły mistrza Szwecji (1955, 1959, 1964, 1966). Jako trener dwukrotnie prowadził Djurgårdens IF.
Jako hokeista wystąpił w latach 1958–1961 w 8 spotkaniach reprezentacji narodowej i w barwach Djurgårdens IF zdobył sześć tytułów mistrza kraju, nieprzerwanie w latach 1958-1963. W 1962 wystąpił także w 3 meczach reprezentacji Szwecji w bandy.